# Amtsgericht Hagen

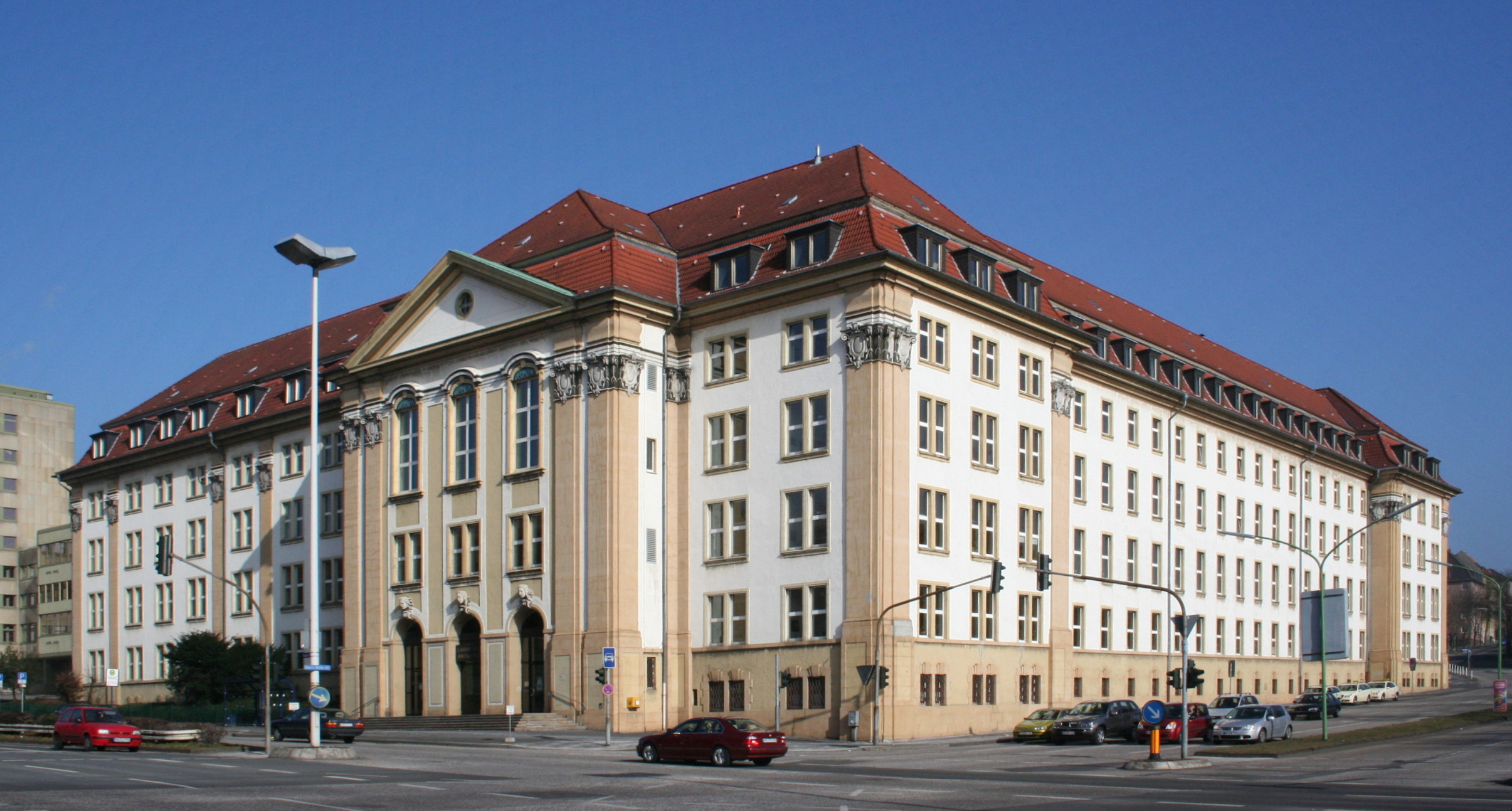
Gerichtsgebäude
Heinitzstr. 42

Das Amtsgericht Hagen, ein Gericht der ordentlichen Gerichtsbarkeit, ist das größte von neun Amtsgerichten im Bezirk des Landgerichts Hagen.

## Gerichtssitz und -bezirk
Sitz des Gerichts ist die kreisfreie Stadt Hagen in Nordrhein-Westfalen. Die Grenzen der Stadt mit fast 189.000 Einwohnern sind identisch mit dem 160 km² großen Gerichtsbezirk.
Das Gericht ist Zentrales Mahngericht für die Oberlandesgerichtsbezirke Hamm und Düsseldorf. Die Abteilung nahm 1987 als erstes zentrales Mahngericht in Nordrhein-Westfalen ihren Betrieb auf. Es führt außerdem als Zentrales Registergericht das Handels- und Genossenschaftsregister für die Amtsgerichtsbezirke Hagen, Wetter (Ruhr), Schwelm und Schwerte. Die Zuständigkeit für Insolvenzverfahren des Landgerichtsbezirks Hagen ist bei ihm konzentriert. Seit dem 1. Januar 2013 ist das Amtsgericht Hagen auch Zentrales Vollstreckungsgericht für das Land Nordrhein-Westfalen.
Die Aufgaben des Landwirtschaftsgerichts sind dem Amtsgericht Schwelm zugewiesen.

## Übergeordnete Gerichte
Dem Gericht unmittelbar übergeordnet ist das Landgericht Hagen. Zuständiges Oberlandesgericht ist das Oberlandesgericht Hamm.

## Gebäude

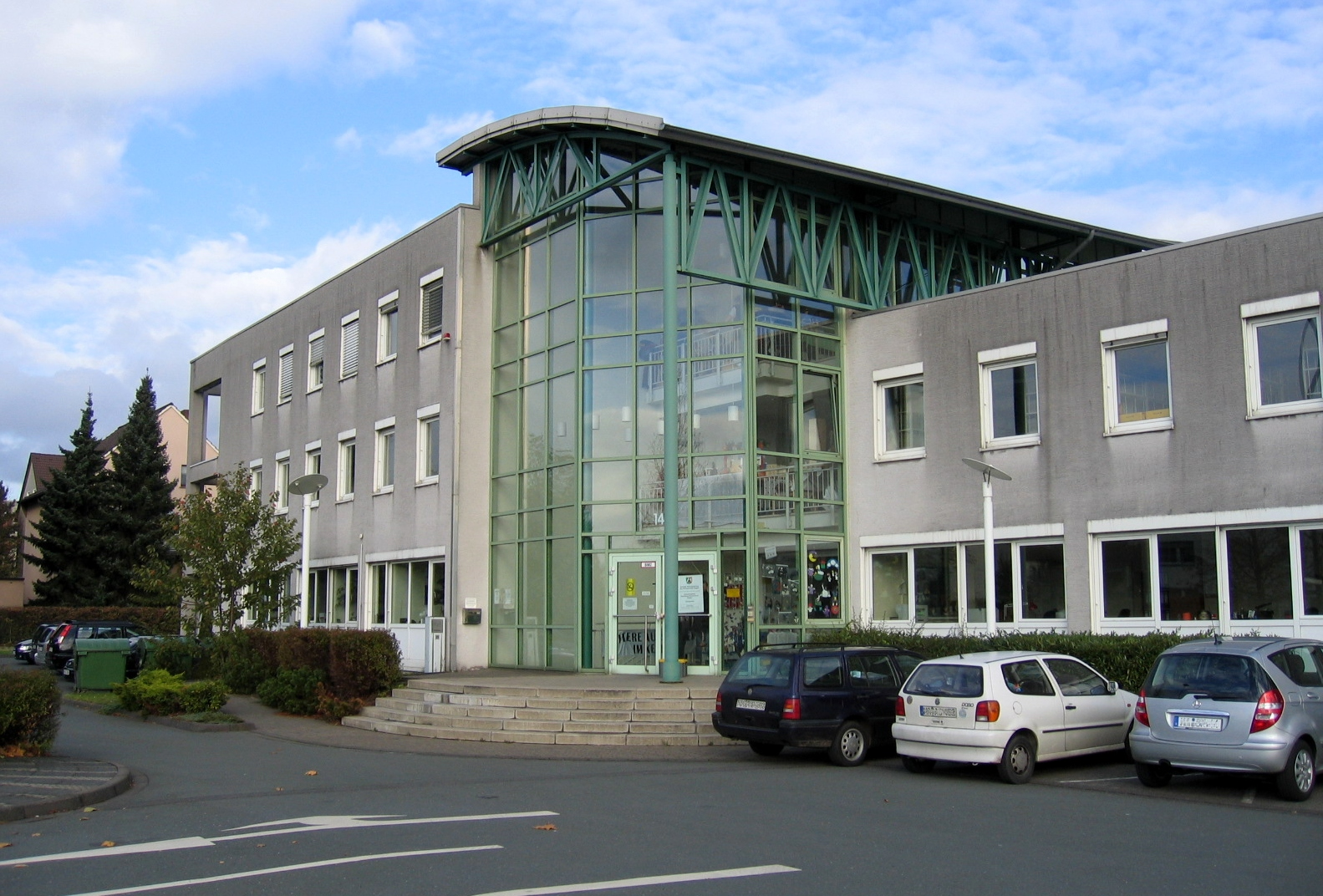
Gebäude des Zentralen Mahngerichts,
Hagener Straße 145

Das Hauptgebäude befindet sich in der Heinitzstraße 42, die Zentrale Mahnabteilung in der Nebenstelle Hagener Straße 145.

## Geschichte
Von 1849 bis 1879 bestand das Kreisgericht Hagen.
Das königlich preußische Amtsgericht Hagen wurde mit Wirkung zum 1. Oktober 1879 als eines von 12 Amtsgerichten im Bezirk des Landgerichtes Hagen im Bezirk des Oberlandesgerichtes Hamm gebildet. Der Sitz des Gerichtes war Hagen. Sein Gerichtsbezirk umfasste den Kreis Hagen ohne die Teile die den Amtsgerichten Hatingen, Haspe und Schwelm zugeordnet waren.
Am Gericht bestanden 1888 fünf Richterstellen. Das Amtsgericht war damit das größte Amtsgericht im Landgerichtsbezirk. Gerichtstage wurden in Breckerfeld gehalten. Es übernahm 1969 mit der Auflösung des Amtsgerichts Hohenlimburg dessen Aufgaben.

## Richter
- Frank Kosziol